# Дупля (урочище)

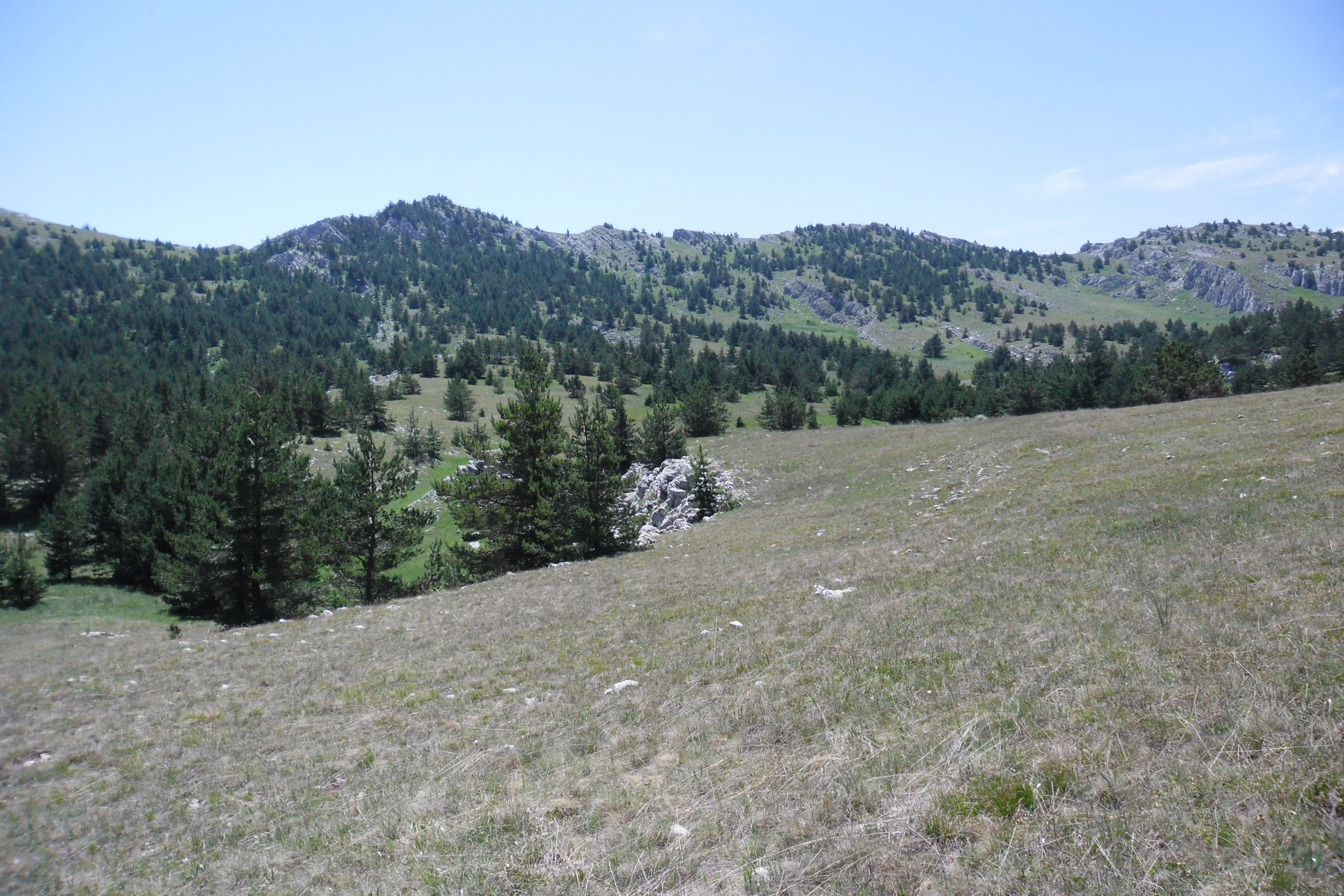
Урочище Дупля

Дупля на мапі району Бабуган-яйли.

Урочище Дупля — урочище у північно-східній чистині Бабуган-Яйли.
Координати: 57°14'39"N 36°14'49"E
Урочище місцями лісисте, окремі скелі. Виходить до північного схилу Бабуган-Яйли в районі скель Куш-Кая. Туристські стежки в урочищі практично відсутні.

## Галерея

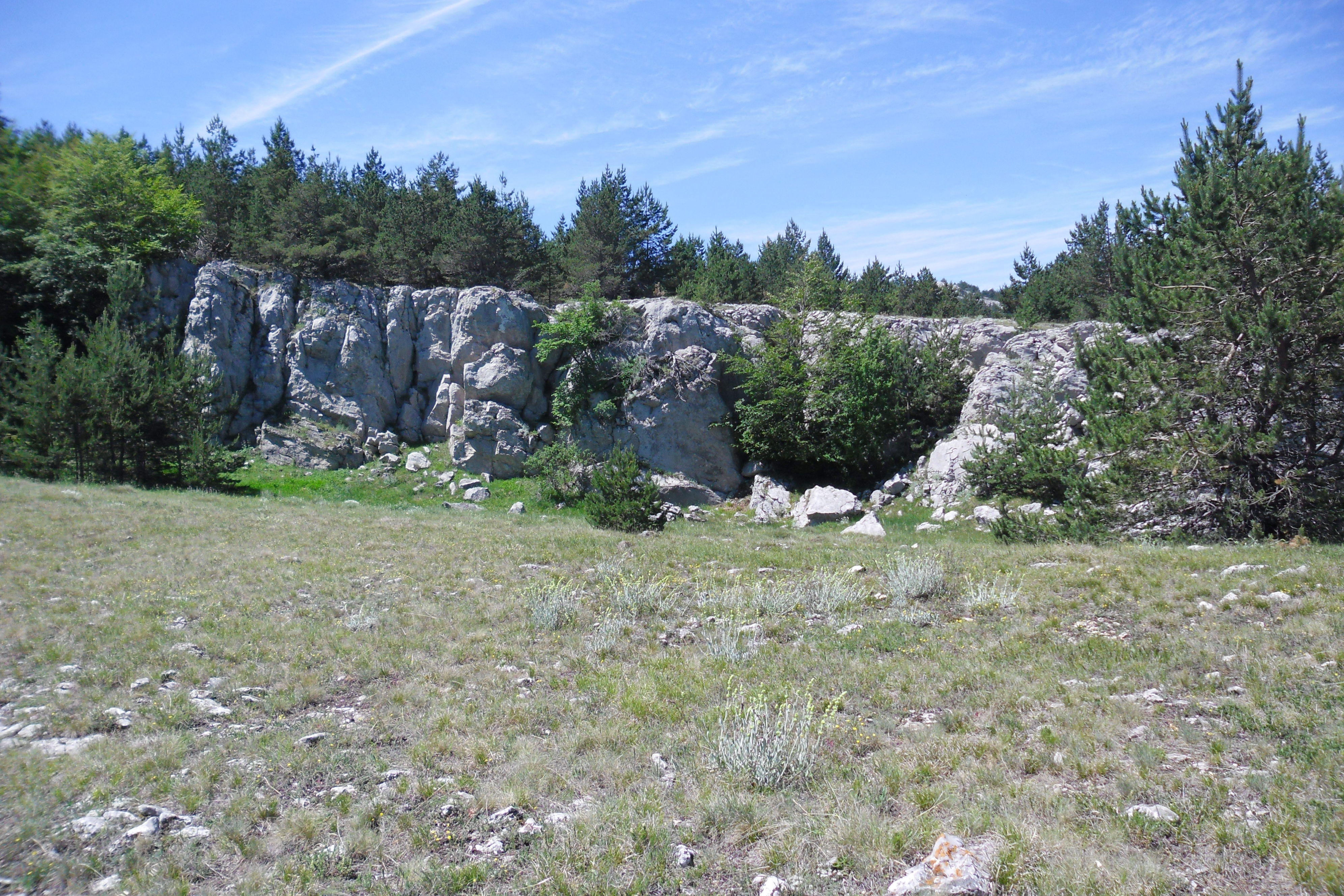
Фрагмент. Стіна на стежці від с. Малий Маяк до Козьмо-Дем'янівського монастиря
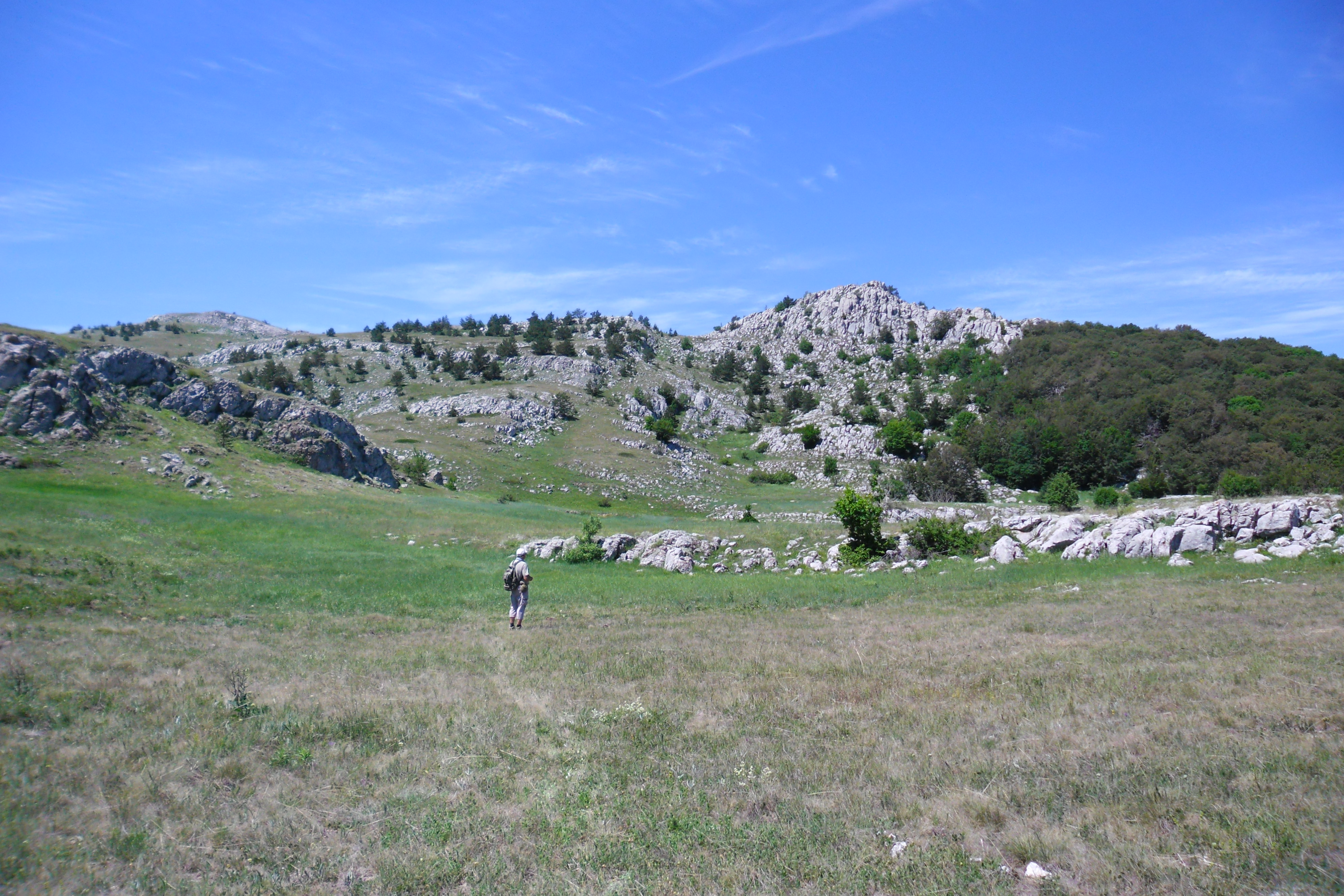
Фрагмент. Стежка ледве розпізнається. Весь час губиться.
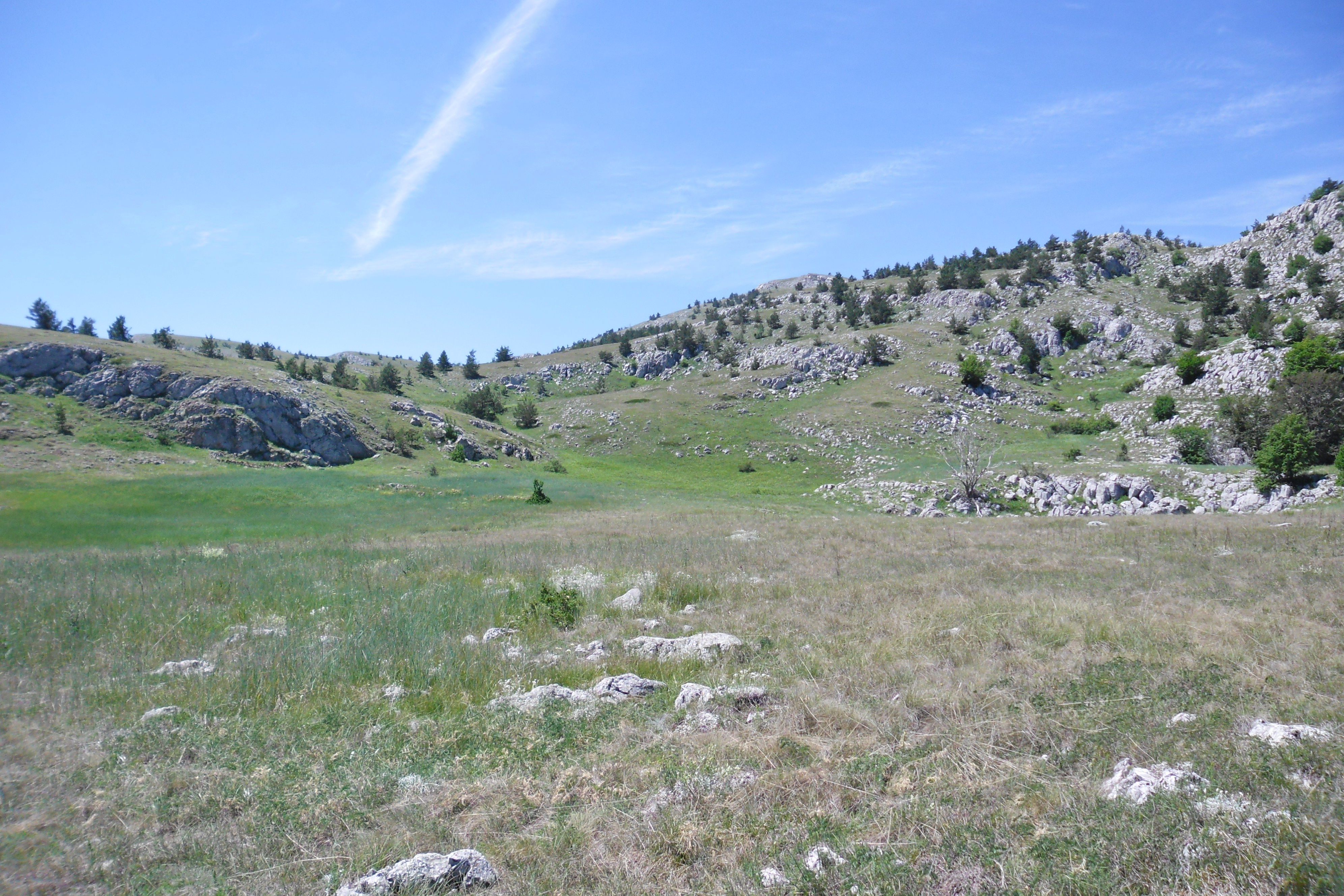
Фрагмент. Стежки відсутні. Йдемо за азимутом.
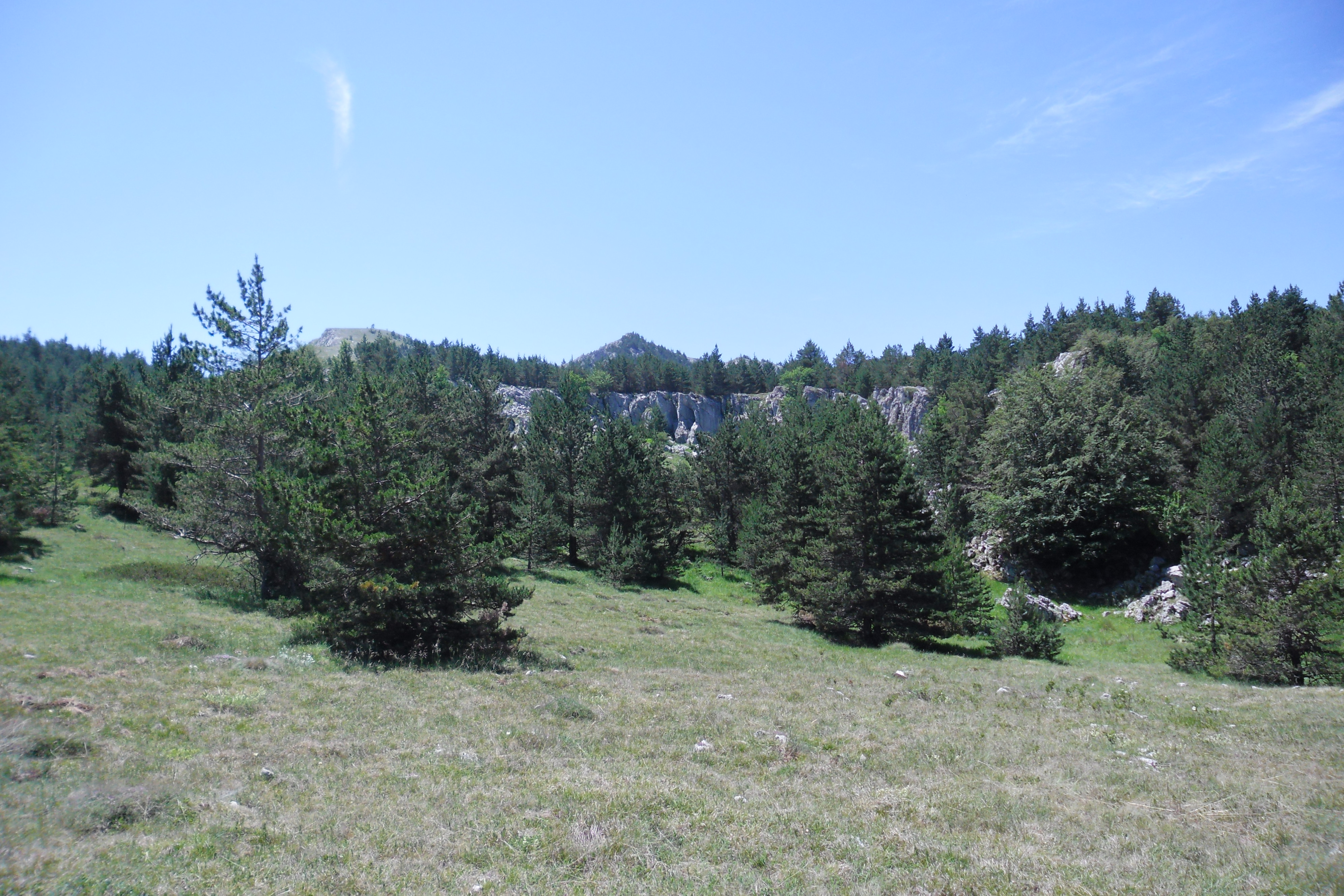
Фрагмент. Відсутність стежок свідчить про неосвоєність туристами цього району.
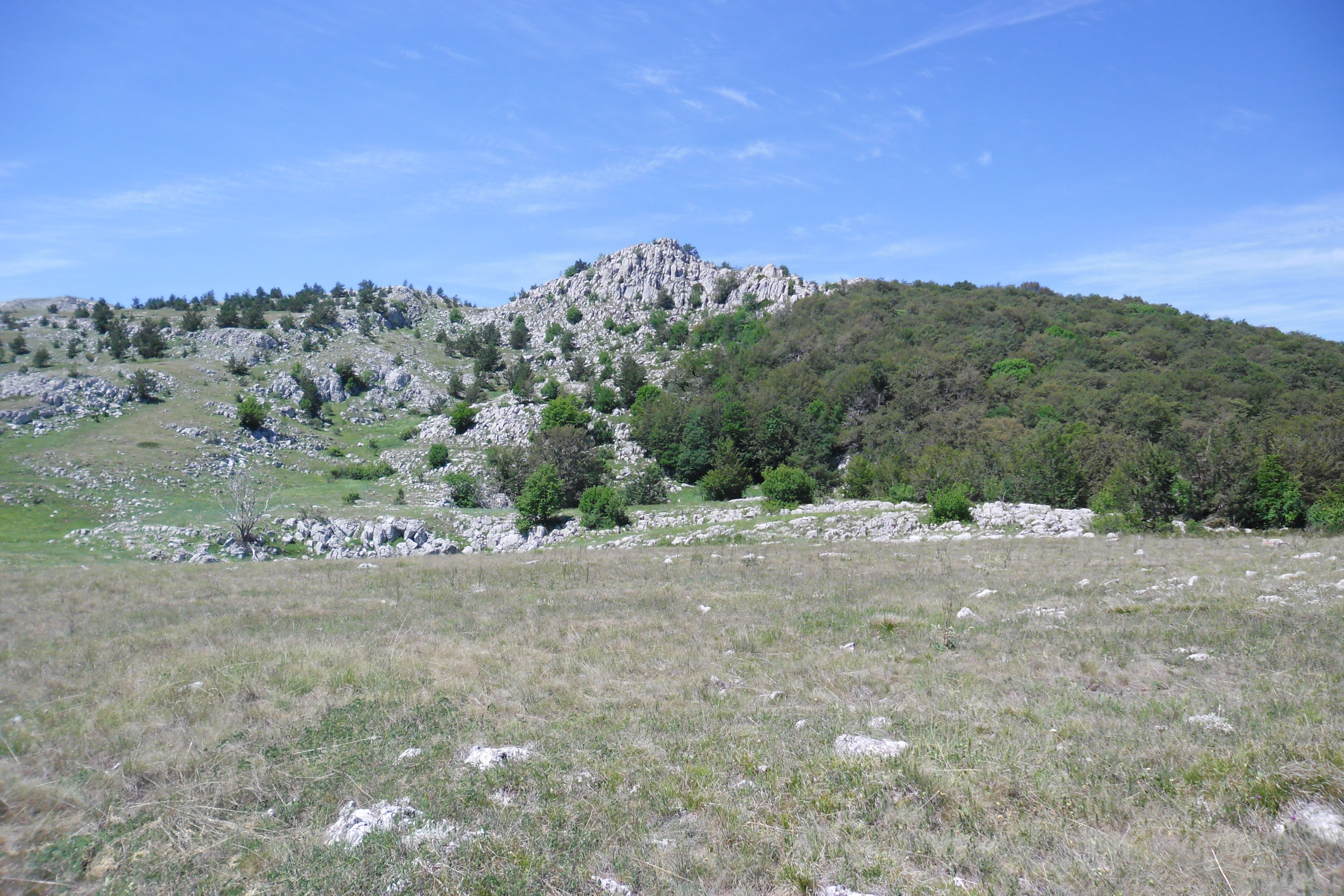
Фрагмент. Лісиста місцевість перемежається зі скелястими виходами.